# Rinorea sapinii
Rinorea sapinii är en violväxtart som beskrevs av De Wild.. Rinorea sapinii ingår i släktet Rinorea och familjen violväxter. Inga underarter finns listade i Catalogue of Life.